# Colldejou
Colldejou è un comune spagnolo di 186 abitanti situato nella comunità autonoma della Catalogna.